# Temporada 2025-2026 del Club Joventut Badalona (femení)
La temporada 2025-2026 del Club Joventut Badalona femení serà la novena temporada en la que el club participa a la màxima categoria nacional.
La Penya disputarà aquesta temporada la Lliga Femenina, la segona de manera consecutiva cinquanta-tres anys després de la darrera participació. També jugarà la Lliga Catalana Femenina per quarta vegada.

## Plantilla
Els dos primers fitxatges tancats són les incorporacions de la base base Laia Lamana, qui havia jugat a l'Ensino de Lugo dues temporades, i l'aler Júlia Soler, procedent del Cadí La Seu, totes dues catalanes i jugadores destacades als seus respectius equips de Lliga Femenina.
El 27 de juny la penya fa oficial la primera incorporació per la nova temporada: Ajša Sivka. No és fins a mitjans de juliol que s'anuncia la segona incorporació, Aby Gaye, la pivot que ha de cobrir el forat deixat per Coulibaly. En el mes d'agost s'incorpora a l'equip la també pivot Lauren Ebo.
| Temporada 2025-26 |                 |            |        |                             |                            |
| #                 | Jugadora        | Posició    | Alçada | Club de procedència         | Temporades al primer equip |
|                   | Júlia Soler     | Aler       | 1,80   | Cadí La Seu                 | 1                          |
|                   | Laia Lamana     | Base       | 1,70   | Baloncesto Ensino lugo      | 1                          |
|                   | Ajša Sivka      | Aler       | 1,90   | Tarbes Gespe Bigorre        | 1                          |
|                   | Aby Gaye        | Pivot      | 1,95   | Roche Vendée BC             | 1                          |
|                   | Lauren Ebo      | Pivot      | 1,93   | Bydgoszcz                   | 1                          |
| 4                 | Elise Ramette   | Base       | 1,77   | Cadí La Seu                 | 2                          |
| 5                 | Laura Piera     | Base       | 1,74   | Grand Canyon                | 5                          |
| 9                 | Iris Vennema    | Aler       | 1,86   | Azul Marino Viajes Mallorca | 2                          |
| 10                | Inés Santibáñez | Base       | 1,72   | Vantage Towers Alcobendas   | 3                          |
| 12                | Alima Dembelé   | Pivot      | 1,86   | IDK Euskotren               | 3                          |
| 21                | Rebeca Cotano   | Aler pivot | 1,86   | Hozono Global Jairis        | 3                          |

- El fons verd indica que la jugadora s'ha incorporat al primer equip aquesta temporada

### Equip tècnic
| Club Joventut Badalona: equip tècnic 2024-25 |                    |
| Membre                                       | Funció             |
| Jordi Vizcaino                               | Entrenador         |
| Miquel Calderón                              | Entrenador ajudant |
| Kim Gispert                                  | Entrenador ajudant |
| Santi Guillen                                | Delegat            |
| Joan Fuster                                  | Preparadora física |

### Baixes
| Baixes abans de l'inici de temporada |         |              |       |
| Jugador                              | Pos.    | Data         | Ref.  |
| Mariam Coulibaly                     | Pivot   | 12 juny 2025 | [ 5 ] |
| Helena López                         | Escorta | 16 juny 2025 | [ 6 ] |
| Serena-Lynn Geldof                   | Pivot   | 20 juny 2025 | [ 7 ] |
| Deva Bermejo                         | Base    | 25 juny 2025 | [ 8 ] |